# Ефросинија Полоцка
Преподобна Ефросинија (блр. Эўфрасі́ньня По́лацкая, 1110–1173) је била кнегиња Полоцка, ћерка   Всеслава, кнеза Полоцка.
Када су је родитељи хтели удати, она је побегла у женски манастир и замонашила се. У хришћанској традицији помиње се да јој се три пута јавио анђео Господњи и показао јој место где она има да устроји нови женски манастир. Привукла је у монаштво и своју сестру Евдокију, и многе друге девојке из властелинског сталежа. Њена рођака, Звенислава, по рођењу кнегиња Борисовна, донела јој је све своје благо, хаљине и драго камење и рекла: „Све красоте овога света сматрам ништавним, а ове украсе спремљене за брак дајем Цркви Спаситељевој, и сама желим обручити се с Њиме у духовни брак и потклонити главу моју под Његов благи и лаки јарам“. Ефронисија је и њу замонашила и дала јој име Евпраксија.
У старости кренула је на пут у Свету земљу, гд је посетила Јерусалим и преминула после 1167. године. Сахрањена је у манастиру Светог Теодосија 5. јуна (23. маја) 1173. године. 
Након Саладиновог освајања Јерусалима 1187, монаси су њено тело пренели у Кијев, а 1910. њено тело је пренето у родни град Полоцк.
Српска православна црква слави је 23. маја по црквеном, а 5. јуна по грегоријанском календару.